# لپنیتسا، موراوای بزرگ
لپنیتسا (به صربی: Lepenica) رود در صربستان است که در صربستان واقع شده‌است.